# Армизонский район
Армизо́нский райо́н — административно-территориальная единица (район) и муниципальное образование (муниципальный район) в Тюменской области России.
Административный центр — село Армизонское.

## География
Район расположен в юго-восточной части Тюменской области на расстоянии 230 км от областного центра и в 72 км от железной дороги. Граничит с Курганской областью (Мокроусовский, Частоозёрский районы) и пятью районами Тюменской области (Бердюжским, Голышмановским, Омутинским, Заводоуковским и Упоровским районами), на юге с Казахстаном. Площадь территории — 3109 км².
Одним из наиболее характерных ландшафтов района являются многочисленные озёра, самые разнообразные по величине, и форме, происхождению и химическому составу воды. Всего на территории района расположено около 300 озёр, крупнейшее — Чёрное площадью 224 км². Другие крупные озёра — Большое Белое, Няшино, Вьялково, Звериное.

## Население
| 2002   | 2009    | 2010    | 2011    | 2012  | 2013  | 2014  |
| ------ | ------- | ------- | ------- | ----- | ----- | ----- |
| 11 027 | ↘10 013 | ↗10 064 | ↘10 050 | ↘9771 | ↘9626 | ↘9452 |
| 2015   | 2016    | 2017    | 2018    | 2019  | 2020  | 2021  |
| ↘9371  | ↘9274   | ↗9344   | ↘9301   | ↘9256 | ↘9118 | ↗9513 |
| 2023   |         |         |         |       |       |       |
| ↘9353  |         |         |         |       |       |       |

На территории района на 1.01.2008 г. проживало 10,1 тыс. человек. Из общей численности населения в возрасте: моложе трудоспособного — 19,9 %, трудоспособного — 59,1 %, старше трудоспособного — 21 %.
Численность экономически активного населения — 5234 человека, занято в экономике 3634 человека. В организациях района работает 2520 человек, в том числе в крупных и средних организациях района работает 1454 человека.

## История
Армизонский район образован на основании постановлений ВЦИК от 3 и 12 ноября 1923 года в составе Ишимского округа Уральской области из Армизонской, Орловской, части Лихановской и части Ражевской волостей Ишимского уезда Тюменской губернии.
В состав района вошли 17 сельсоветов: Армизонский, Бурлаковский, Вьялковский, Дубровинский, Жиряковский, Забошенский, Кайнакский, Крашеневский, Няшинский, Орловский, Плосковский, Половский, Прохоровский, Снегирёвский, Усть-Мало-Чирковский, Чирковский, Шабалинский.
В 1926 году Дубровинский сельсовет был переименован в Южно-Дубровинский.
Постановлением ВЦИК от 10 июня 1931 года район упразднён, его территория вошла в состав Бердюжского района.
Постановлением ВИЦК от 25 января 1935 года район образован вновь в составе Омской области из 16 сельсоветов, ранее входивших в него, а также Калмакского и Новорямовского сельсоветов Бердюжского района, Капралихинского сельсовета Упоровского района и Красноорловского сельсовета (образован 5 ноября 1934 года). Усть-Мало-Чирковский сельсовет остался в Бердюжском районе.
19 сентября 1939 года упразднены Забошенский, Плосковский и Половский сельсоветы.
Указом Президиума Верховного Совета СССР от 6 февраля 1943 года передан во вновь образованную Курганскую область.
14 августа 1944 г. указом Президиума Верховного Совета СССР передан в состав образованной Тюменской области.
17 июня 1954 г. упразднены Бурлаковский, Вьялковский, Жиряковский, Кайнакский, Новорямовский, Няшинский, Снегиревский, Шабалинский сельсоветы. 7 января 1958 г. Крашеневский сельсовет переименован в Ивановский. 1 февраля 1963 г. район упразднён. Территория вошла в состав укрупнённого Бердюжского сельского района. 12 января 1965 г. район образован вновь из 9 сельсоветов, входивших в него до упразднения. 15 сентября 1965 г. образован Раздольский сельсовет.

## Муниципально-территориальное устройство
В Армизонском муниципальном районе 9 сельских поселений, включающих 34 населённых пункта:
| № | Сельские поселения                   | Админ. центр         | Количество населённых пунктов | Население | Площадь, км² |
| - | ------------------------------------ | -------------------- | ----------------------------- | --------- | ------------ |
| 1 | Армизонское сельское поселение       | село Армизонское     | 6                             | ↘5432     | 363,71       |
| 2 | Ивановское сельское поселение        | село Иваново         | 4                             | ↘624      | 416,37       |
| 3 | Калмакское сельское поселение        | село Калмакское      | 2                             | ↘595      | 248,98       |
| 4 | Капралихинское сельское поселение    | село Капралиха       | 3                             | ↘239      | 374,52       |
| 5 | Красноорловское сельское поселение   | село Красноорловское | 5                             | ↘435      | 368,94       |
| 6 | Орловское сельское поселение         | село Орлово          | 4                             | ↘660      | 265,47       |
| 7 | Прохоровское сельское поселение      | село Прохорово       | 4                             | ↘600      | 402,75       |
| 8 | Раздольское сельское поселение       | село Раздолье        | 2                             | ↘192      | 403,04       |
| 9 | Южно-Дубровинское сельское поселение | село Южно-Дубровное  | 4                             | ↘576      | 265,26       |

### Населённые пункты
| №  | Населённый пункт | Тип     | Население | Муниципальное образование            |
| -- | ---------------- | ------- | --------- | ------------------------------------ |
| 1  | Армизонское      | село    | ↗4886     | Армизонское сельское поселение       |
| 2  | Беляковка        | деревня | ↘28       | Капралихинское сельское поселение    |
| 3  | Бердюгина        | деревня | ↘102      | Прохоровское сельское поселение      |
| 4  | Бузаны           | деревня | ↘48       | Раздольское сельское поселение       |
| 5  | Бурлаки          | деревня | ↘121      | Орловское сельское поселение         |
| 6  | Вьялково         | деревня | ↘80       | Прохоровское сельское поселение      |
| 7  | Гоглина          | деревня | ↘28       | Южно-Дубровинское сельское поселение |
| 8  | Данькова         | деревня | ↘5        | Орловское сельское поселение         |
| 9  | Жиряково         | деревня | ↘194      | Прохоровское сельское поселение      |
| 10 | Забошное         | деревня | ↘54       | Красноорловское сельское поселение   |
| 11 | Иваново          | село    | ↗538      | Ивановское сельское поселение        |
| 12 | Кайнак           | деревня | ↘50       | Армизонское сельское поселение       |
| 13 | Калмакское       | село    | ↘616      | Калмакское сельское поселение        |
| 14 | Капралиха        | село    | ↘252      | Капралихинское сельское поселение    |
| 15 | Кировская        | деревня | ↘24       | Красноорловское сельское поселение   |
| 16 | Комлева          | деревня | ↘37       | Южно-Дубровинское сельское поселение |
| 17 | Красноорловское  | село    | ↘391      | Красноорловское сельское поселение   |
| 18 | Крашенева        | деревня | ↘80       | Ивановское сельское поселение        |
| 19 | Малый Кайнак     | деревня | ↗10       | Капралихинское сельское поселение    |
| 20 | Менщикова        | деревня | ↘107      | Армизонское сельское поселение       |
| 21 | Новорямова       | деревня | →124      | Калмакское сельское поселение        |
| 22 | Няшино           | деревня | ↘74       | Красноорловское сельское поселение   |
| 23 | Октябрьская      | деревня | ↘29       | Красноорловское сельское поселение   |
| 24 | Орлово           | село    | ↘524      | Орловское сельское поселение         |
| 25 | Плоское          | деревня | ↘106      | Ивановское сельское поселение        |
| 26 | Полое            | деревня | ↘57       | Южно-Дубровинское сельское поселение |
| 27 | Прохорово        | село    | ↘370      | Прохоровское сельское поселение      |
| 28 | Раздолье         | село    | ↘208      | Раздольское сельское поселение       |
| 29 | Северо-Дубровное | деревня | ↗36       | Ивановское сельское поселение        |
| 30 | Семискуль        | деревня | ↗160      | Армизонское сельское поселение       |
| 31 | Снегирева        | деревня | ↘114      | Армизонское сельское поселение       |
| 32 | Шабалина         | деревня | ↘14       | Орловское сельское поселение         |
| 33 | Южно-Дубровное   | село    | ↘473      | Южно-Дубровинское сельское поселение |
| 34 | Яровое           | село    | ↘234      | Армизонское сельское поселение       |

7 октября 2004 года были упразднены деревни Барановка, Кизак и Первомайcкая.

## Достопримечательности
Район относится к территории водно-болотного угодья международного значения «Озёра Тоболо-Ишимской лесостепи». В районе расположен наиболее важный объект данного угодья, комплексный биологический заказник федерального значения «Белоозёрский» (17 850 га).